# Seiser Alm

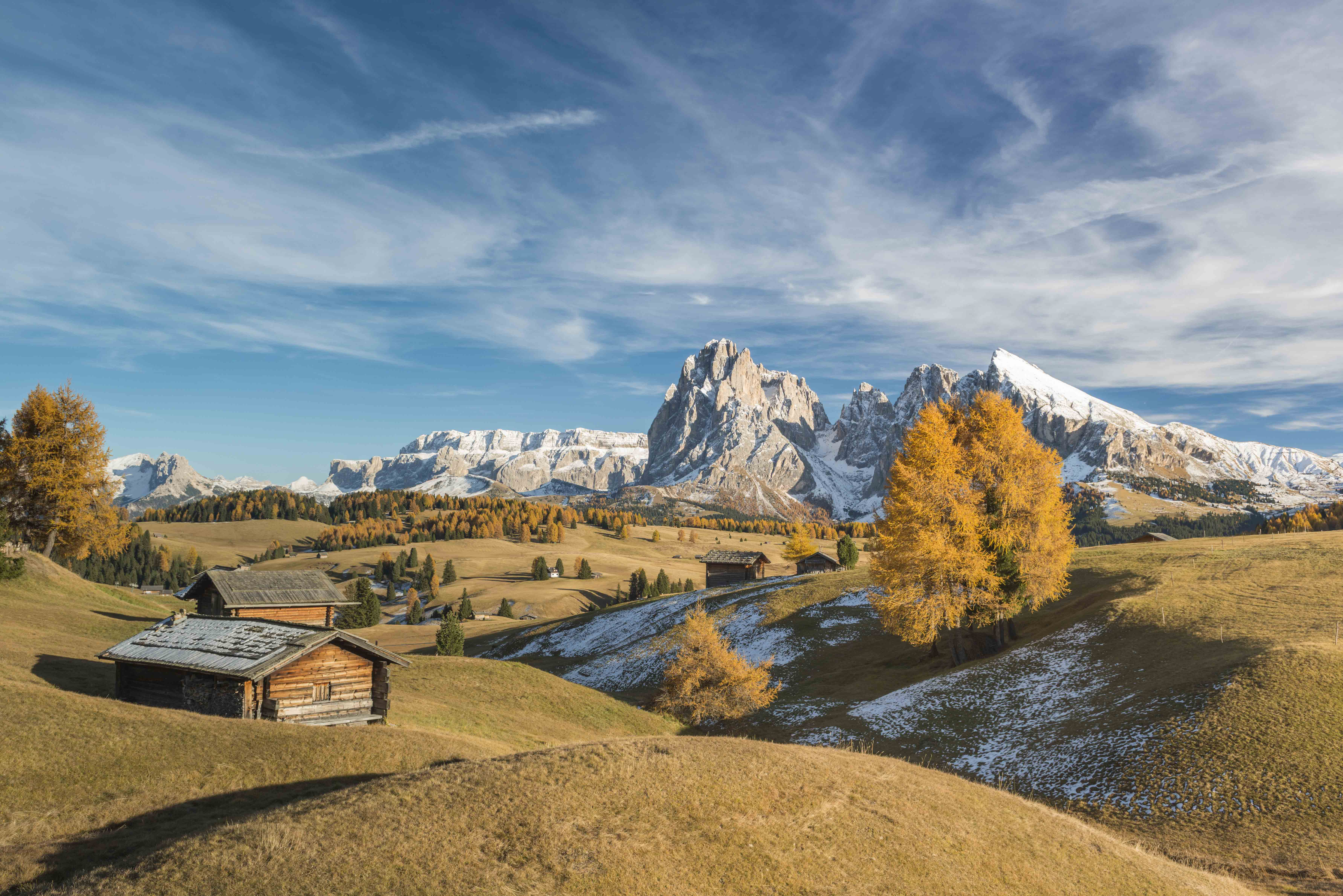
Seiser Alm mit Sellagruppe und Langkofelgruppe

Die Seiser Alm (italienisch Alpe di Siusi, ladinisch Mont Sëuc) ist die größte Hochalm Europas. Sie liegt in den Südtiroler Dolomiten in Italien, rund 20 km nordöstlich von Bozen und oberhalb der bekannten Tourismus-Orte Seis am Schlern, Kastelruth und St. Ulrich in Gröden.

## Geographie
Die Seiser Alm hat eine Größe von 56 km², befindet sich auf einer Höhe von 1680 m s.l.m. bis 2350 m s.l.m., und ist eines der größten geschlossenen Hochplateaus in den Alpen. Der Schlern, die Roterdspitze und die Rosszähne grenzen die Seiser Alm nach Südwesten hin ab. Nach Südosten schließt sich das markante Bergmassiv der Langkofelgruppe an. Nach Norden hin fällt die Seiser Alm hinter den Randerhebungen Puflatsch und Pizberg nach Gröden hin ab. Im Westen sinkt das Gelände über das vorgelagerte Schlerngebiet Richtung Eisacktal.
Die Besiedlung der Seiser Alm gliedert sich in zwei Ortszonen, die zusammen innerhalb der Gemeinde Kastelruth die Fraktion Seiser Alm bilden: das touristisch stark erschlossene Compatsch (auch Kompatsch, 1850 m s.l.m.) am äußersten Westrand der Hochfläche sowie Saltria (1680 m s.l.m.), das 5 km östlich unterhalb des Plattkofels liegt. 
Im Süden gelegene Teile der Alm sind zusammen mit großen Flächen in der Schlerngruppe und im Rosengarten als Naturpark Schlern-Rosengarten ausgewiesen. Des Weiteren bestehen zwei geschützte Biotope namens Col da Fil und Gran Paluch.
Von Seis am Schlern ist der Zugang nach Compatsch mit regelmäßig verkehrenden Bussen und einer modernen Umlauf-Gondelbahn möglich, die ihrerseits durch einen Busdienst an das Gebiet um Kastelruth und Völs angebunden ist. Eine weitere Gondelbahn verkehrt von St. Ulrich in Gröden. Saisonweise werden auch Linienbusse von Monte Pana nach Saltria eingesetzt. Mit privaten Fahrzeugen ist eine Zufahrt zur Seiser Alm nur in den Abend- und Nachtstunden gestattet. Das Gebiet ist touristisch intensiv erschlossen.

## Geschichte

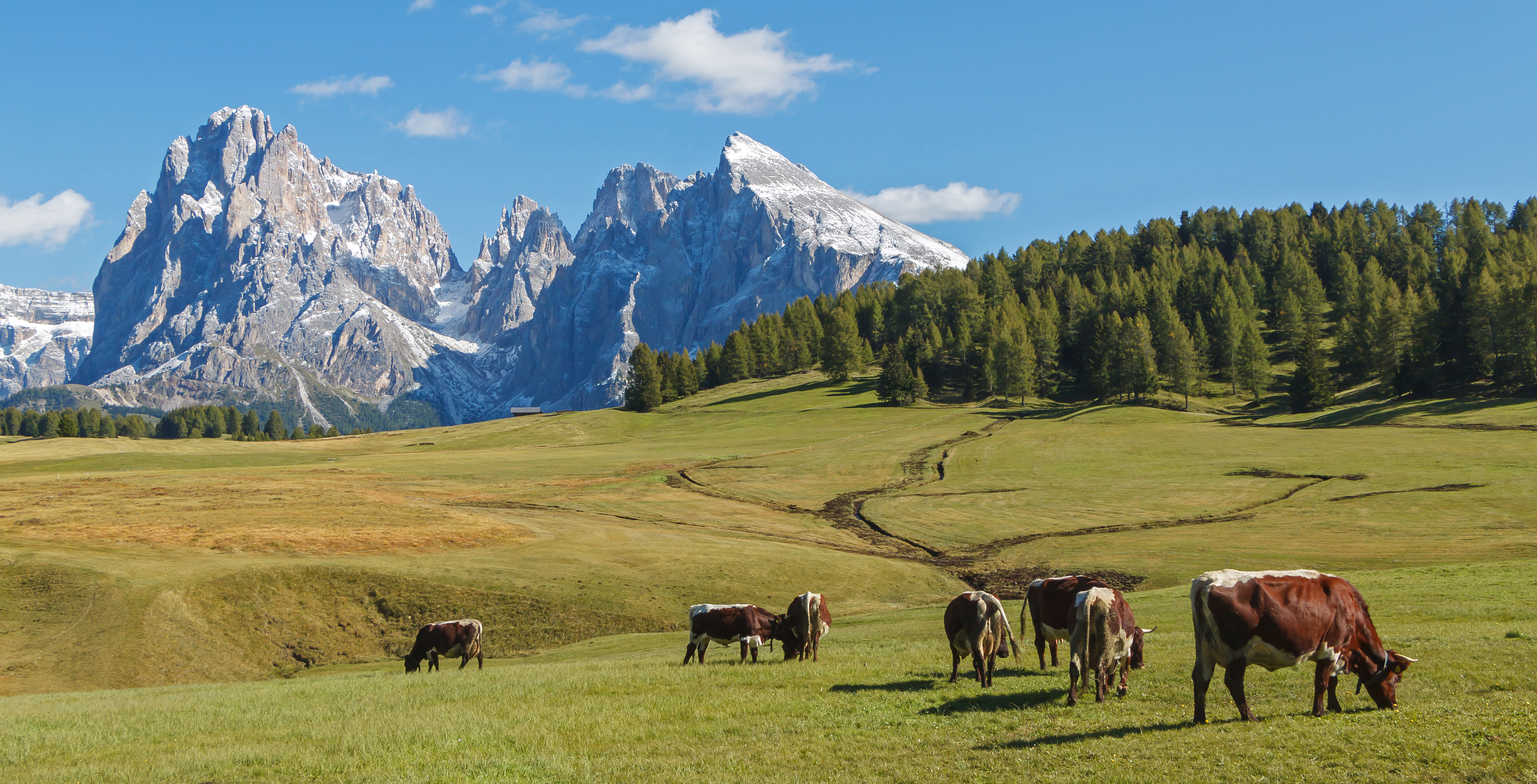
Seiseralm mit Weidevieh

Die Nutzung der Hochalm reicht weit zurück. Oswald von Wolkenstein erwähnt sie in seinem im ersten Viertel des 15. Jahrhunderts entstandenen Lied Zergangen ist meins herzen we. Um 1600 beschreibt Marx Sittich von Wolkenstein in seiner Tiroler Landesbeschreibung die Seiser Alm wie folgt:

„Es ligt auch ab den dorf Castelreudt die allerschonische und grosse alm, so man nit jr gleichen in landt findt, und man eine teische meil [deutsche Meile] wegs von dorf hinauf ist, genant die Seysser Almb, darauf man jarlichen in sumber in die 1.500 kie [Kühe] und bey 600 ogsen [Ochsen] erhalten und nichgest [nicht weniger als] in die 1.800 futer hey [Fuder Heu] herab gefiert werten und auch etliche heuter zendten [hundert Zentner] schmalz und käs gemacht werten. So solten auch bey 400 heythillen [Heustädel] darauf stein und 100 kaserthillen [Schwaigen] und umb Jacobi [25. Juli] bey 4 oder 5 wochen bey 4.000 man und weib daroben ligen und arbeyten tain in hey und das kroffigist [kräftigste] und peste hey, so man in landt findt, ist.“

Eine eigene Almordnung (Das seint die albenrecht, als das die comain und die alten gedenken) wurde 1593 in Form eines Weistums verschriftlicht.

### Sommer
Im Sommer lädt das Gebiet zu Wanderungen und Bergtouren ein. Im Frühjahr 2006 wurde der Hans-und-Paula-Steger-Weg fertiggestellt. Dieser Weg führt in Ost-West-Richtung von Compatsch nach Saltria und ist mit Informationstafeln gestaltet, die Einblicke in Landschaft und Kultur der Seiser Alm und Südtirols geben.

### Winter
Das Wintersportgebiet verfügt über 60 km Abfahrtspisten überwiegend im leichten und mittleren Schwierigkeitsgrad, zahlreiche Liftanlagen und einen Funpark. Darüber hinaus wird ein Loipennetz von fast 60 km angeboten. Weitere auf der Seiser Alm praktizierbare Wintersportarten sind das Rodeln und das Schlittschuhlaufen. Zudem verfügt die Seiser Alm über zwei Skischulen mit mehr als 50 Skilehrern für Ski-, Snowboard- und Langlaufkurse.

## Kultur
2009 wurde in der Ortszone Compatsch die Franziskuskirche geweiht.

## Galerie

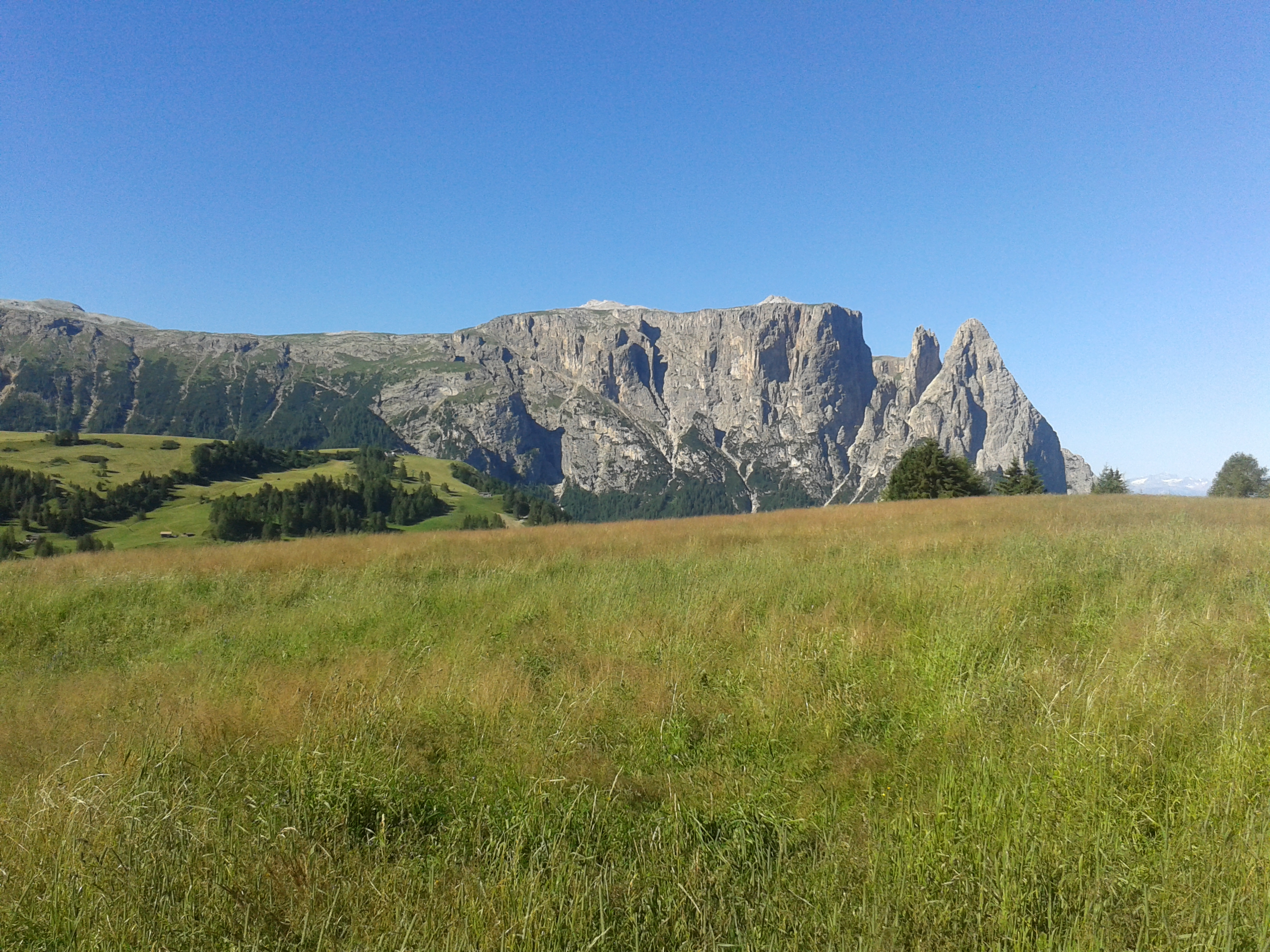
Blick über die Seiser Alm zum Schlern
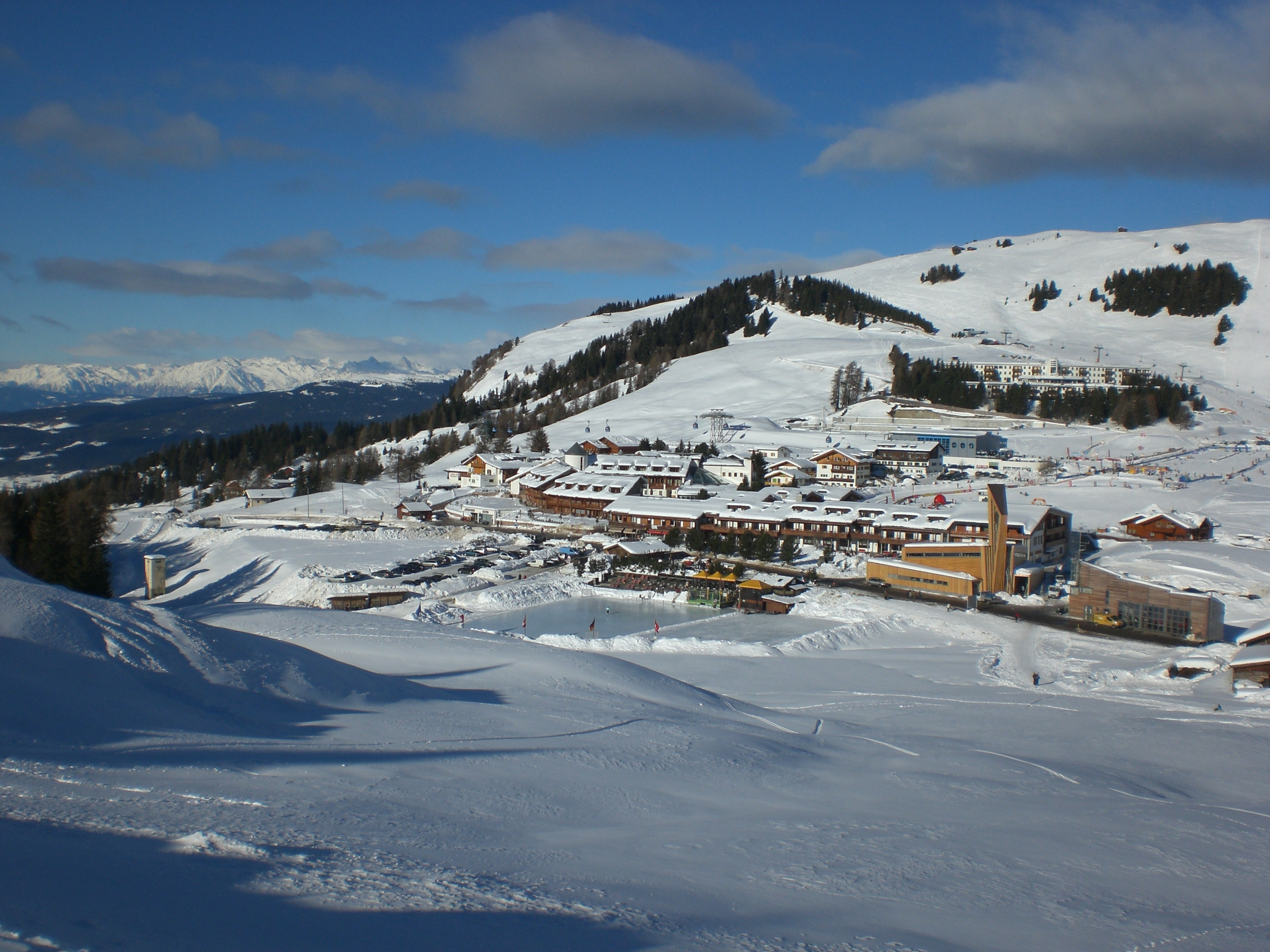
Compatsch: die größte Siedlung auf der Alm
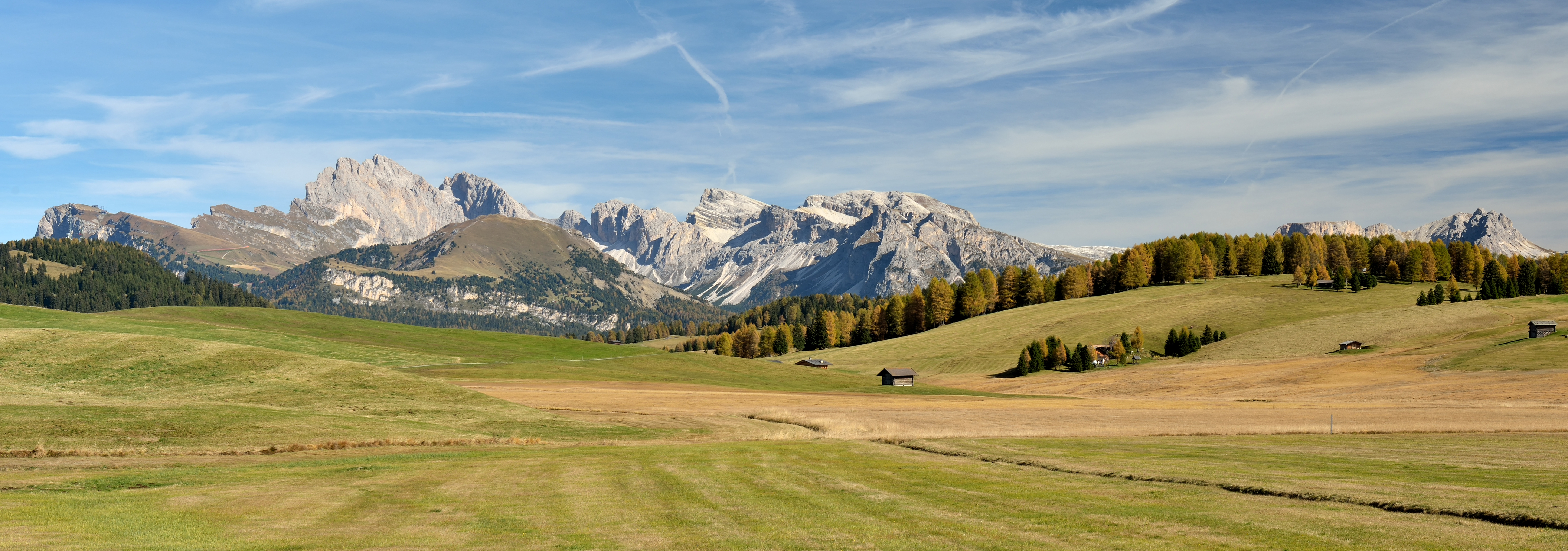
Blick über die Seiser Alm zur gegenüberliegenden Geisler- und Puezgruppe
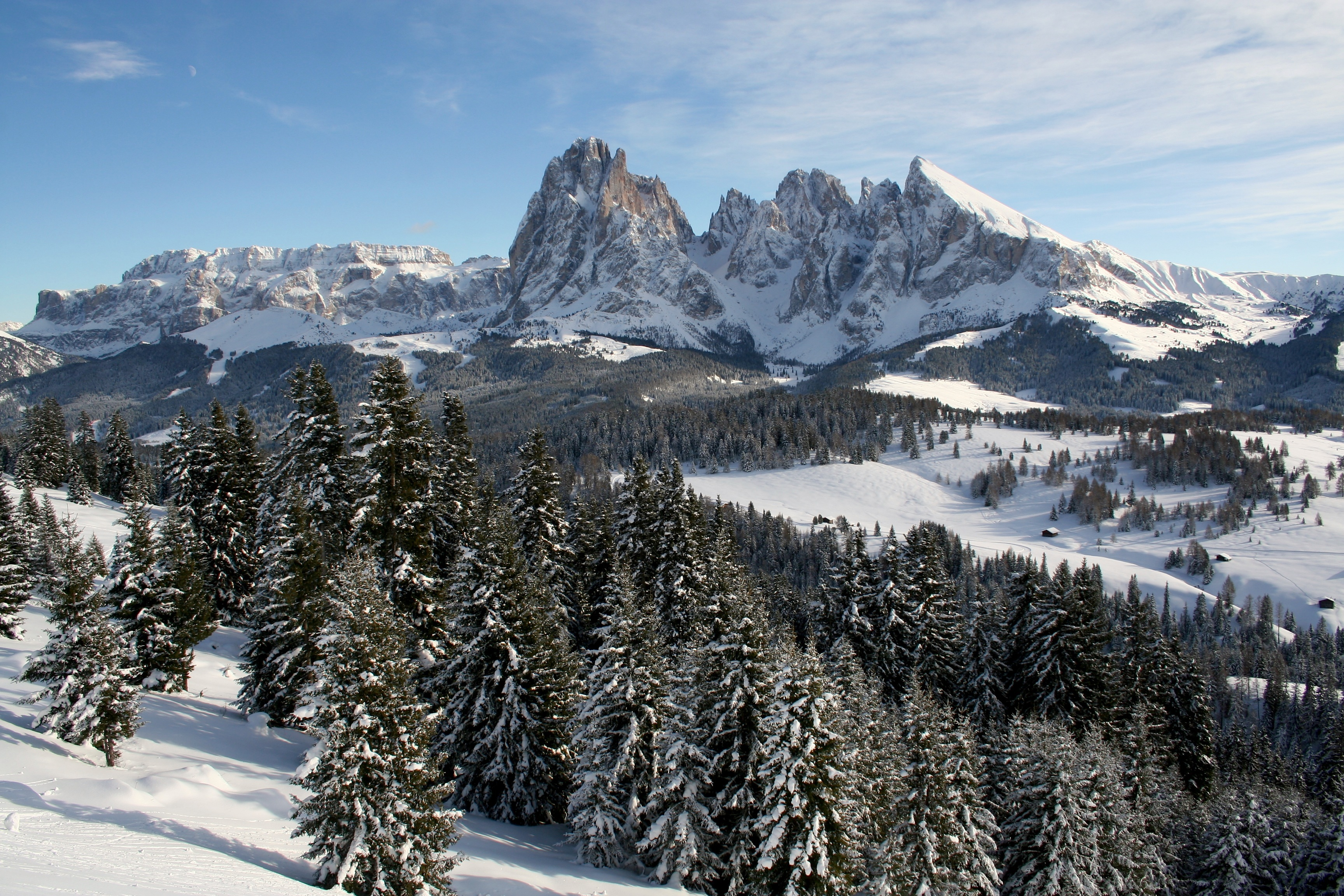
Die Seiser Alm vom Pizberg gesehen
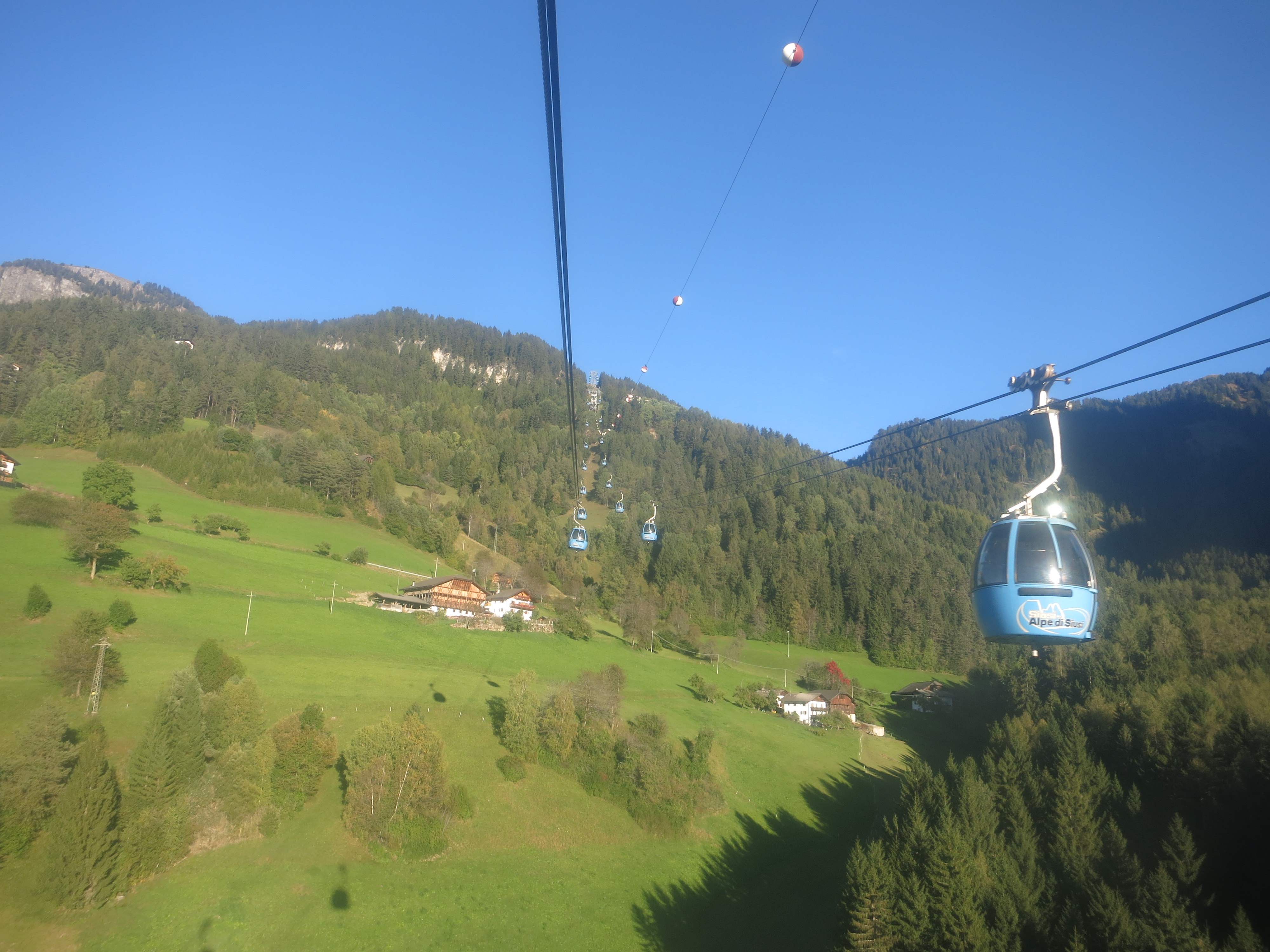
Die Seiser Alm Bahn